# Isokari (ö i Södra Österbotten, Järviseutu, lat 63,13, long 23,75)
Isokari är en ö i Finland. Den ligger i sjön Lappajärvi sjö och i kommunen Vindala i den ekonomiska regionen  Järviseutu ekonomiska region  och landskapet Södra Österbotten, i den centrala delen av landet, 300 km norr om huvudstaden Helsingfors. Öns area är 0,6 hektar och dess största längd är 350 meter i sydöst-nordvästlig riktning.